# Karbonylfluorid
Karbonylfluorid je organická sloučenina se vzorcem COF2. Je podobný fosgenu, jen místo chlorových atomů má atomy fluoru, fosgenu se podobá i tím, že je vysoce toxický.
 Molekula je planární se symetrií C2v.

## Reakce
Karbonylfluorid je za přítomnosti vody nestabilní a obdobně jako fosgen hydrolyzuje:
COF2 + H2O → 2 HF + CO2 nebo:
COF2 + 2 H2O → 2 HF + H2CO3.

## Bezpečnost
Karbonylfluorid je extrémně toxický a vdechování může skončit smrtí. Nejvyšší povolená koncentrace při krátkodobé expozici je 2 ppm.